# چکی کاریو
چکی کاریو (به فرانسوی: Tchéky Karyo) (زاده ۴ اکتبر ۱۹۵۳) بازیگر فرانسوی ترک‌تبار است. از فیلم‌های معروف او می‌توان به آرمان‌شهر، پسران بد، فرماندهٔ پرواز و فرشته سیاه اشاره کرد.